# ماهی سیاه کوچولو
ماهی سیاه کوچولو یکی از داستان‌های کودکان، نوشته صمد بهرنگی است. او این داستان را در زمستان سال ۱۳۴۶ نوشت و انتشارات کانون پرورش فکری کودکان و نوجوانان آن را در سال ۱۳۴۷ با تصویرگری فرشید مثقالی منتشر کرد. قصه ماهی سیاه کوچولو در مورد ماهی کوچکی است که به عشق دیدن دریا خطر می‌کند و سفری دور و دراز را با تجربه‌های متفاوت برای رسیدن به رهایی آغاز می‌کند. ماهی سیاه کوچولو کتاب برگزیده کودک در سال ۱۳۴۷ شد. همچنین جایزه ۶ امین نمایشگاه کتاب کودک در بلون ایتالیا و دیپلم افتخار جایزهٔ دوسالانه براتیسلاوای چک‌اسلواکی برای تصویرگری کتاب کودک را در سال ۱۹۶۹ دریافت کرده است.

## برداشت‌های سیاسی
داستان ماهی سیاه کوچولو در سال‌های پیش از انقلاب ۱۳۵۷ ایران، به عنوان یک داستان علیه حاکمیت معرفی می‌شد و بسیاری ماهی سیاه کوچولو را نماد نسل جوان انقلابی و روشنفکر می‌دانستند. زبان نمادین قصه، الهام‌بخش بسیاری از نویسندگان و شاعران مختلف شد و اشعار و متون بسیاری در وصفش سروده شد. از ماهی سیاه کوچولو حتی با عنوان «بیانیهٔ غیررسمی و مانیفست سازمان چریک‌های فدایی خلق ایران» نیز یاد شده است. با این وجود لیلی امیرارجمند مدیر کانون پرورش فکری کودکان و نوجوانان معتقد است که ماهی سیاه کوچولو صرفاً یک داستان سادهٔ کودکانه بوده و هیچ بار سیاسی نداشته است.

## متن
این داستان نخستین بار سال ۱۳۴۷ در سلسله انتشارات کتاب‌های کودک کانون پرورش فکری کودکان و نوجوانان - که سپس‌تر کتاب‌هایی از جمله از مهدی اخوان‌ثالث و مهرداد بهار و بهرام بیضایی و سیاوش کسرایی و داریوش آشوری و غلامحسین ساعدی برای کودکان منتشر می‌کرد - چاپ شد.

## تصویرگری
تصویرگری کتاب ماهی سیاه کوچولو به دست فرشید مثقالی انجام شده و او را برنده جایزه‌های گوناگون کرده است، از جمله جایزهٔ نخست نمایشگاه بین‌المللی کتاب کودک بولونیا و دیپلم افتخار دوسالانه تصویرگری براتیسلاوا.

## داستان
این داستان حکایت زندگی و سرگذشت ماهی سیاه کوچولویی است که خسته از تکراری بیهوده که دیگرانِ قصه، بر آن نام زندگی نهاده‌اند، راه دریا را پیش می‌گیرد و تمامی طول جویبار را از پی هدفش طی می‌کند، همراه با اتفاقات و گرفتاری‌هایی که در طول سفر برایش پیش می‌آید. از ماجرای حمله همسایگان به او برای اینکه معتقدند حرف‌های گنده گنده می‌زند و بچه‌های دیگر را از راه به در می‌برد، و مخالفت مادرش برای تصمیمی که اتخاذ کرده و حکایت درس‌آموزی‌های مارمولک دانا که او را از خطرات راه آگاه می‌کند و در حد توان به او راه‌کارهایی برای نجات نشان می‌دهد تا حیله‌گری‌های خرچنگ، و خطرات مرغ ماهی‌خوار، که دشمن درجه یک او و ماهی‌های دیگر است.
قصه قهرمان محور است. شخصیت اصلی و قهرمان آن، ماهی سیاه کوچولو است، تمامی شخصیت‌های دیگر تنها برای رسیدن قهرمان قصه به هدفش، طراحی شده‌اند. قهرمانی پرتلاش، متفکر، باهوش و تسلیم ناپذیر که یک تنه، در برابر تمامی مخالفان خود، بر سر عقیده‌ای که به درستی آن ایمان دارد، حتی اگر مادرش باشد، می‌ایستد. اما برای همنوعان خود آن جا که بی‌یاورند و کمک می‌طلبند، همچون ماهی ریزی که در شکم ماهی‌خوار است، جان خود را فدا می‌کند.
ماهی سیاه کوچولو از زاویه دیگری ترانه‌ای است برای اندوه‌زدایی و پالایش روح برای مخاطب است. بدین گونه که تک‌تک عناصر داستانی همان چیزی است که در زندگی همه آدمیان وجود دارد؛ اما به شکلی روایت می‌شود که نکته‌ای فراتر از تجربه زندگی شکل بگیرد. زخمی که بر دل ماهی سیاه کوچولو وارد می‌شود به مراتب بزرگ‌تر از زخمی است که بر دل شازده کوچولو و بعضاً جملات شعاری‌اش وارد شده است. ماهی سیاه کوچولو جسارت را به کودکان آموزش می‌دهد و از سویی نبوغ این ماهی به‌طور شگفت‌انگیزی در پهنای این داستان موج برمی‌دارد و با شنای این کوچولو در عرض رودخانه‌ای که انتظارش می‌کشد به تکامل می‌رسد. مطالعه این داستان نه تنها برای کودکان مفید است؛ بلکه کودک درون بزرگسالان را فعال می‌کند و می‌تواند دلیلی برای رجوع به گذشته و مهربانی در آینده باشد.
در بخشی از کتاب ماهی سیاه کوچولو می‌خوانیم:
همسایه به مادر ماهی کوچولو گفت: خواهر، آن حلزون پیچ پیچیه یادت می‌آید؟ مادر گفت: آره خوب گفتی، زیاد پاپی بچه‌ام می‌شد. بگویم خدا چکارش کند! ماهی کوچولو گفت: بس کن مادر! او رفیق من بود. مادرش گفت: رفاقت ماهی و حلزون، دیگر نشنیده بودیم!
این داستان، قصه ماهی سیاه کوچولویی است که عشق دیدن دریا را دارد. او تصمیم می‌گیرد تا انتهای جویباری که در آن زندگی می‌کند برود، اما در نهایت درون شکم یک مرغ ماهی خوار سر درمی‌آورد. ماهی سیاه کوچولو در راه رسیدن به هدف خود شجاعت و شهامت به خرج می‌دهد و در این راه فداکاری می‌کند.

## جایزه‌ها
- کتاب برگزیده کودک در سال ۱۳۴۷
- جایزه ششمین نمایشگاه کتاب کودک در بلون[۲] ایتالیا و دیپلم افتخار جایزهٔ دوسالانه براتیسلاوای چک‌اسلواکی در تصویرگری کتاب کودک در سال ۱۹۶۹[۳]

## به دیگر زبان‌ها
این کتاب به بسیاری از زبان‌های جهان ترجمه شده است. از آن جمله به زبان پشتو به قلم احسان‌الله آریَنزَی در مجموعه‌ای سه‌داستانه با نام «دَ مَیَنی افسانه».
عذرا عباجیچ نوایی و ابتهاج نوایی ماهی سیاه کوچولو را به زبان کرواتی در جمهوری کرواسی ترجمه کرده‌اند که به‌همّت انتشارات Znanje به بازار داستان کرواسی راه یافته است. همچنین این کتاب به زبان آلمانی Der kleine schwarze Fisch ترجمه شده است. علاوه بر این ماهی سیاه کوچولو به زبان‌های عربی، ترکی استانبولی، ترکی آذربایجانی، کردی سورانی (۲ ترجمه)، کردی جنوبی (۳ ترجمه)، کردی کرمانجی، کردی هورامی، تالشی، لری شمالی، بلوچی و اسپرانتو نیز ترجمه شده است.

## ادامه ماجرا
علی اکبر خانجانی در سال 1360 ادامه ماجرای ماهی سیاه صمد بهرنگی را با عنوان ماهی سیاه کوچولو (قسمت دوم-بقیه ماجرا) نوشته است.